# اورستیس کیومورتزوگلو
اورستیس کیومورتزوگلو (یونانی: Ορέστης Κιομουρτζόγλου؛ زادهٔ ۷ مهٔ ۱۹۹۸) بازیکن فوتبال اهل آلمان است.
وی همچنین در تیم ملی فوتبال زیر ۲۱ سال آلمان بازی کرده‌است.